# Fabien Baron
Pour les articles homonymes, voir Baron.
Fabien Baron, HonRDI, est un photographe et directeur artistique français né en 1959 à Antony ayant effectué une carrière pour de prestigieux magazines de mode. Sa carrière est liée à celle de Kate Moss qu'il publie régulièrement et pour laquelle il signe un ouvrage en 2012 ; il signe également au cours de sa carrière un ouvrage sur Balenciaga et sur Dolce & Gabbana.

## Biographie
Fabien Baron étudie à l'École des Arts Appliqués Duperré de 1975 à 1976 avant de commencer à travailler au journal L'Équipe.
En 1982, Fabien Baron s'installe à New York et se fait rapidement recruter par le magazine GQ. Il est ensuite nommé par Condé Nast en tant que directeur artistique de l'édition italienne de Vogue, sous la direction de Franca Sozzani en 1988.
En 1990, Fabien Baron retourne à New York et crée sa propre entreprise : Baron & Baron et contribue à relancer le magazine Interview. En tant que directeur artistique des publicités de Calvin Klein, il va révéler Kate Moss au grand public. Deux ans plus tard, il aide Liz Tilberis, anciennement au British Vogue, à renouveler le Harper's Bazaar américain,, avec sa femme Sciascia Gambaccini comme journaliste mode. Il recrute des photographes pour le magazine britannique The Face tels que Mario Sorrenti, David Sims, ou Glen Luchford qui voulaient tous travailler avec Kate Moss et travaille régulièrement aux États-Unis avec le britannique Craig McDean.
En 1998, il travaille pour Guerlain puis de nombreuses autres marques liées au cosmétiques ou à la mode, comme Miu Miu, Burberry, Dior ou les parfums Viktor & Rolf, se spécialisant par goût vers les films publicitaires. En 2000, Fabien Baron est nommé « Honorary RDI » par la Royal Society of Arts. Au cours de sa carrière, il reçoit plus de cinquante récompenses dont un prix spécial du Conseil des créateurs de mode américains. S'éloignant de la mode, il crée des objets pour Cappellini au début du nouveau millénaire.

### Publications
- Jefferson Hack, Jess Hallett et Fabien Baron (trad. de l'anglais), Kate Moss : The Kate Moss Book, New York, Éditions Rizzoli, novembre 2012, 488 p. (ISBN 978-0-8478-3940-7, présentation en ligne)
- Ingrid Sischy et Fabien Baron (trad. de l'anglais, préf. Jeff Koons), Dior Couture : Patrick Demarchelier, New York/Paris/Milan, Rizzoli International publication, novembre 2011, 240 p. (ISBN 978-0-8478-3768-7, présentation en ligne)
- Pamela Golbin (dir.) et Fabien Baron (dir. art.), Balenciaga Paris, Thames & Hudson, coll. « Musée des arts décoratifs », 2006, 216 p. (ISBN 978-2-87811-280-1, OCLC 469629760, BNF 40219870)
- Fabien Baron et Adam Gopnik, Fabien Baron : Works 1983-2019, Phaidon, 2019, 424 p. (ISBN 9780714879932)